# 2009 BD81
2009 BD81 es un asteroide Apolo descubierto por el astrónomo amateur estadounidense Robert Holmes. El 28 de febrero de 2009 pasó a 0.046 UA (unos 7 millones de km) de la Tierra. Según los primeros elementos orbitales, debía pasar a 31.800 km de la Tierra el 2 de marzo de 2046. Este riesgo ha sido apartado, al haberse precisado sus parámetros orbitales.
Fue incluido en la lista de Objeto próximo a la Tierra (Near Earth Object Risk List) y su probabilidad de impacto se estimaba en 8,3×10-9, antes de ser retirado el 9 de febrero de 2009.
Los asteroides clasificados en el nivel 1 (o superior) en la escala de Turín son raros y son, según NEO, a menudo retrogradados al nivel 0 después de las primeras observaciones.